# Truth Or Dare (album Oomph!)
Truth Or Dare – czwarty album kompilacyjny niemieckiego zespołu Oomph!, wydany 26 lutego 2010 roku. Album zawiera 16 utworów w języku angielskim, wydanych wcześniej w wersjach w języku niemieckim. Zdjęcie wybrane na okładkę albumu zostało stworzone podczas sesji zdjęciowej do promocji albumu Monster.

## Lista utworów
1. Ready Or Not (I'm Coming)  – "Augen Auf!" – 3:21
2. Burning Desire [ft. L’Âme Immortelle]  – "Brennende Liebe" – 3:48
3. Song of Death [ft. Apocalyptica]  – "Die Schlinge" – 3:53
4. God is A Popstar  – "Gott ist ein Popstar" – 3:53
5. Labyrinth  – "Labyrinth" – 4:13
6. The Final Match  – "Das letzte Streichholz" – 3:33
7. Crucified  – "Gekreuzigt" – 3:37
8. Sandman  – "Sandmann" – 3:47
9. Sex is Not Enough  – "Sex hat keine Macht" – 3:39
10. Land Ahead [ft. Sharon den Adel]  – "Land in Sicht" – 4:07
11. Wake Up!  – "Wach Auf!" – 3:31
12. The Power of Love – "Frankie Goes to Hollywood" Cover – 3:58
13. True Beauty is So Painful  – "Wer schön sein will muss leiden" – 3:02
14. The First Time Always Hurts  – "Beim ersten Mal tut's immer weh" – 3:58
15. Dream Here (With Me) [ft. Marta Jandová]  – "Träumst Du?" – 3:54
16. On Course  – "Auf Kurs" – 3:34

## Teledyski
Ready Or Not (I'm Coming)

## Utwory wydane wcześniej
God is A Popstar został wydany wcześniej na singlu "Die Schlinge".
The Power of Love pierwotnie został wydany na singlu "Gekreuzigt 2006" oraz na składance "Delikatessen".